# Tour Down Under 2010
La 12e édition du Tour Down Under s'est déroulée du 19 au 24 janvier. Elle ouvre pour la deuxième année consécutive le Calendrier mondial UCI. L'Allemand André Greipel a remporté le classement général pour la deuxième fois après l'édition 2008. Il a remporté trois étapes au sprint. Cette victoire lui permet de prendre la tête du Classement mondial 2010. Tous les résultats obtenus au cours de la course par l'Espagnol Alejandro Valverde sont annulés, en raison d'une suspension rétroactive dont il fait l'objet.

## Équipes participantes
Le Tour Down Under étant une course avec le label UCI ProTour, toutes les équipes ProTour, sauf Lampre-Farnese Vini, sont invitées automatiquement et doivent envoyer une équipe. Cette course est l'occasion pour deux nouvelles équipes Team Sky et Team RadioShack de disputer leur première course ProTour. L'équipe UniSA-Australia, une équipe nationale composée de coureurs australiens est également invitée. Enfin l'équipe continentale professionnelle BMC Racing Team est la première équipe à bénéficier d'une wild card.

## Favoris
Les principaux sprinteurs seront Allan Davis (Astana), le tenant du titre, André Greipel (Team Columbia-HTC), Robbie McEwen (Team Katusha), José Joaquín Rojas (Caisse d'Épargne),Juan José Haedo et Stuart O'Grady (Team Saxo Bank). Tomas Vaitkus et Gert Steegmans (Team RadioShack), Graeme Brown (Rabobank), Robert Förster (Team Milram), Yauheni Hutarovich (La Française des jeux) et Robert Hunter (Garmin-Transitions) tenteront également de tirer leur épingle du jeu lors des sprints massifs.
Cadel Evans (BMC Racing Team) et Lance Armstrong (Team RadioShack) ont également choisi le Tour Down Under pour commencer la saison. Mais, la Caisse d'Épargne n'est pas en reste, puisqu'elle aligne notamment Alejandro Valverde, Luis León Sánchez et José Iván Gutiérrez. Les autres "grands noms" de ce Tour Down Under sont Jens Voigt (Team Saxo Bank), George Hincapie (BMC Racing Team), Michael Rogers et Bert Grabsch (Team Columbia-HTC), Cyril Dessel (AG2R La Mondiale), Markus Fothen (Team Milram), Stef Clement (Rabobank), Óscar Pereiro (Astana) et Romain Sicard (Euskaltel-Euskadi).

## Parcours
Le Tour Down Under commence, comme en 2008 et en 2009, par le Down Under Classic (Cancer Council Helpline Classic), un critérium dans les rues d'Adélaïde, le 17 janvier. Suivront ensuite 6 étapes, du 19 au 24 janvier.

## Récit de la course

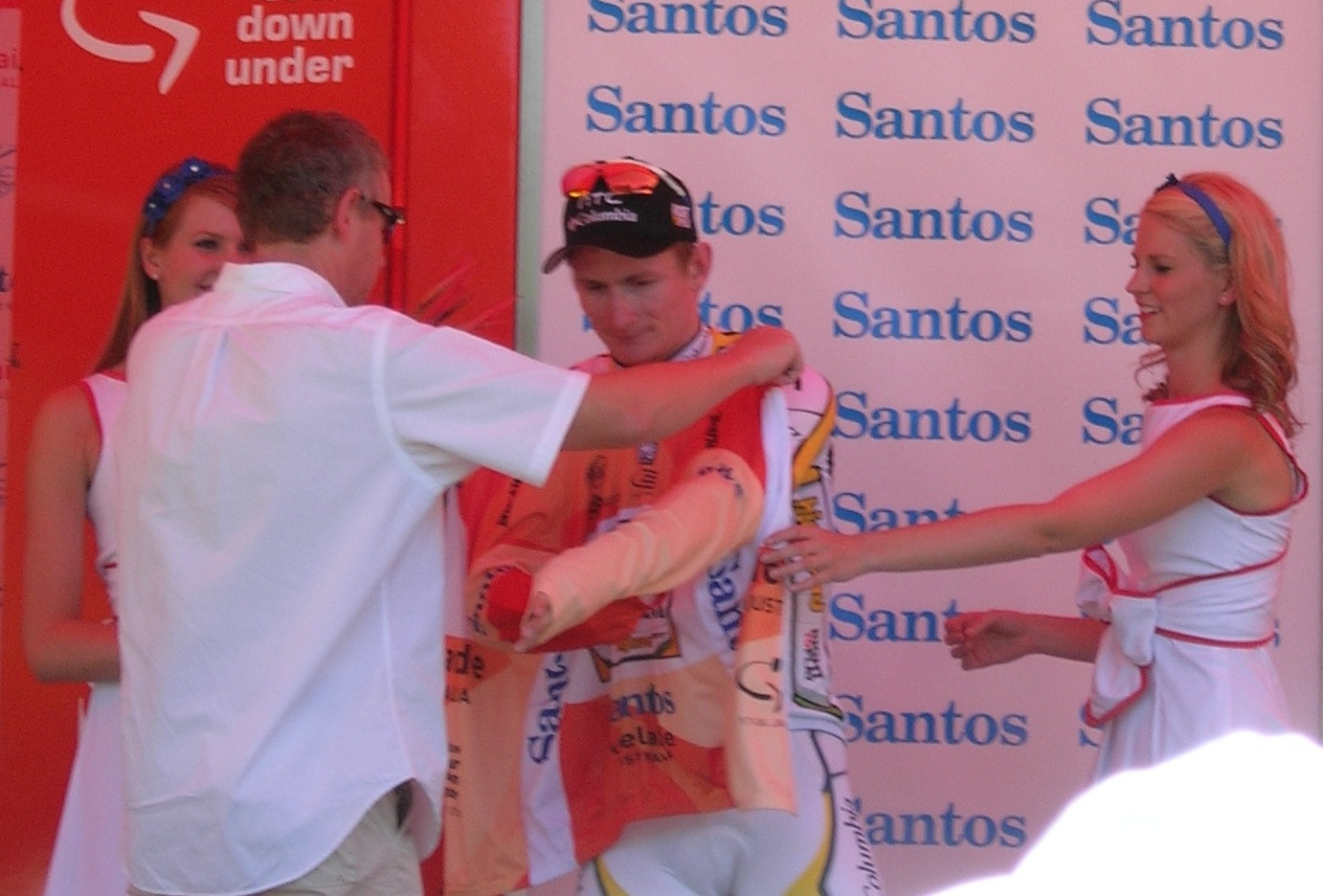
Le vainqueur du Tour Down Under, l'Allemand André Greipel reçoit son maillot de leader.

Gregory Henderson (Team Sky) remporte le Down Under Classic. Il devance son coéquipier australien Christopher Sutton. L'Allemand André Greipel (Team Columbia-HTC) prend la troisième place.

André Greipel remporte la première étape et s'empare du maillot de leader de la course. Il conforte ensuite sa position en remportant les deuxième et quatrième étapes.

Manuel António Cardoso (Footon-Servetto) et Luis León Sánchez (Caisse d'Épargne) remportent respectivement les troisième et cinquième étapes.

Christopher Sutton (Team Sky) gagne la sixième et dernière étape, mais n'empêche pas André Greipel de remporter ce Tour Down Under. Luis León Sánchez et Gregory Henderson terminent respectivement deuxième et troisième du classement général.

## Parcours et résultats
| Étape     | Date       | Villes étapes            | Distance | Vainqueur d’étape      | Leader du classement général |
| 1re étape | 19 janvier | Clare – Tanunda          | 141 km   | André Greipel          | André Greipel                |
| 2e étape  | 20 janvier | Gawler – Hahndorf (en)   | 133 km   | André Greipel          | André Greipel                |
| 3e étape  | 21 janvier | Unley – Stirling         | 132,5 km | Manuel António Cardoso | André Greipel                |
| 4e étape  | 22 janvier | Norwood – Goolwa         | 149,5 km | André Greipel          | André Greipel                |
| 5e étape  | 23 janvier | Snapper Point – Willunga | 148 km   | Luis León Sánchez      | André Greipel                |
| 6e étape  | 24 janvier | Adélaïde – Adélaïde      | 90 km    | Christopher Sutton     | André Greipel                |

## Classements finals

### Classement général
|     | Cycliste          | Pays             | Équipe             |    | Temps            | Points UCI |
| --- | ----------------- | ---------------- | ------------------ | -- | ---------------- | ---------- |
| 1.  | André Greipel     | Allemagne        | HTC-Columbia       | en | 18 h 47 min 05 s | 100        |
| 2.  | Luis León Sánchez | Espagne          | Caisse d'Épargne   | +  | 11 s             | 80         |
| 3.  | Gregory Henderson | Nouvelle-Zélande | Sky                |    | 15 s             | 70         |
| 4.  | Robbie McEwen     | Australie        | Katusha            |    | 17 s             | 60         |
| 5.  | Luke Roberts      | Australie        | Milram             |    | m.t.             | 50         |
| 6.  | Cadel Evans       | Australie        | BMC Racing Team    |    | 21 s             | 40         |
| 7.  | Eduard Vorganov   | Russie           | Katusha            |    | 25 s             | 30         |
| 8.  | Jürgen Roelandts  | Belgique         | Omega Pharma-Lotto |    | 26 s             | 20         |
| 9.  | Robert Hunter     | Afrique du Sud   | Garmin-Transitions |    | 27 s             | 10         |
| 10. | Markus Fothen     | Allemagne        | Milram             |    | m.t.             | 4          |

### Classements annexes
|   | Cycliste          | Pays             | Équipe       | Points |
| - | ----------------- | ---------------- | ------------ | ------ |
| 1 | André Greipel     | Allemagne        | HTC-Columbia | 24     |
| 2 | Gregory Henderson | Nouvelle-Zélande | Sky          | 18     |
| 3 | Robbie McEwen     | Australie        | Katusha      | 16     |

|   | Cycliste          | Pays       | Équipe          | Points |
| - | ----------------- | ---------- | --------------- | ------ |
| 1 | Thomas Rohregger  | Autriche   | Milram          | 62     |
| 2 | Valeriy Dmitriyev | Kazakhstan | Astana          | 36     |
| 3 | David Kemp        | Australie  | UniSA-Australia | 28     |

|   | Cycliste           | Pays      | Équipe                | Temps               |
| - | ------------------ | --------- | --------------------- | ------------------- |
| 1 | Jürgen Roelandts   | Belgique  | Omega Pharma-Lotto    | en 18 h 47 min 31 s |
| 2 | Wesley Sulzberger  | Australie | La Française des jeux | + 13 s              |
| 3 | José Joaquín Rojas | Espagne   | Caisse d'Épargne      | + 20 s              |

|   | Équipe             | Pays       | Temps               |
| - | ------------------ | ---------- | ------------------- |
| 1 | AG2R La Mondiale   | France     | en 56 h 22 min 45 s |
| 2 | Caisse d'Épargne   | Espagne    | + 2 s               |
| 3 | Garmin-Transitions | États-Unis | + 29 s              |

## Les étapes

### 1reétape
19 janvier 2010 - Clare à Tanunda, 141 km
Sur le parcours de cette étape, les coureurs trouvent deux sprints intermédiaires : à Riverton au kilomètre 44,6 et à Kapunda au kilomètre 74,5. La zone de ravitaillement se trouve au sud de Greenock au kilomètre 91,2 et après le premier passage de la ligne d'arrivée ils suivent un circuit qui relie Tanunda, Angaston et Nuriootpa avant le deuxième et dernier passage de la ligne d'arrivée.

Sur ce circuit, à 27 kilomètres de l'arrivée, se trouve la première difficulté de ce Tour Down Under qui donne droit aux points pour le maillot Škoda de meilleur grimpeur : à Menglers Hill Road près de Tanunda.
Cette première étape est marquée par une échappée de Blel Kadri (AG2R La Mondiale), Martin Kohler (BMC Racing Team) et Timothy Roe (UniSA-Australia) qui comptent jusqu'à 10 minutes d'avance sur le peloton. Allan Davis, le tenant du titre, finit l'étape avec 8 minutes et 22 secondes de retard sur le vainqueur du jour, le sprinteur allemand André Greipel (Team Columbia-HTC).
|     | Cycliste           | Pays             | Équipe             |    | Temps           |
| --- | ------------------ | ---------------- | ------------------ | -- | --------------- |
| 1.  | André Greipel      | Allemagne        | HTC-Columbia       | en | 3 h 15 min 30 s |
| 2.  | Gert Steegmans     | Belgique         | Team RadioShack    | +  | 0 s             |
| 3.  | Jürgen Roelandts   | Belgique         | Omega Pharma-Lotto |    | m.t.            |
| 4.  | Danilo Wyss        | Suisse           | BMC Racing Team    |    | m.t.            |
| 5.  | Gregory Henderson  | Nouvelle-Zélande | Sky                |    | m.t.            |
| 6.  | Baden Cooke        | Australie        | Team Saxo Bank     |    | m.t.            |
| 7.  | Graeme Brown       | Australie        | Rabobank           |    | m.t.            |
| 8.  | Robbie McEwen      | Australie        | Katusha            |    | m.t.            |
| 9.  | José Joaquín Rojas | Espagne          | Caisse d'Épargne   |    | m.t.            |
| 10. | Valeriy Dmitriyev  | Kazakhstan       | Astana             |    | m.t.            |

|     | Cycliste          | Pays             | Équipe             |    | Temps           |
| --- | ----------------- | ---------------- | ------------------ | -- | --------------- |
| 1.  | André Greipel     | Allemagne        | HTC-Columbia       | en | 3 h 15 min 20 s |
| 2.  | Gert Steegmans    | Belgique         | Team RadioShack    | +  | 4 s             |
| 3.  | Martin Kohler     | Suisse           | BMC Racing Team    |    | m.t.            |
| 4.  | Jürgen Roelandts  | Belgique         | Omega Pharma-Lotto | +  | 6 s             |
| 5.  | Blel Kadri        | France           | AG2R La Mondiale   |    | m.t.            |
| 6.  | Timothy Roe       | Australie        | UniSA-Australia    | +  | 8 s             |
| 7.  | Danilo Wyss       | Suisse           | BMC Racing Team    | +  | 10 s            |
| 8.  | Greg Henderson    | Nouvelle-Zélande | Sky                |    | m.t.            |
| 9.  | Baden Cooke       | Australie        | Team Saxo Bank     |    | m.t.            |
| 10. | Valeriy Dmitriyev | Kazakhstan       | Astana             |    | m.t.            |

### 2eétape
20 janvier 2010 - Gawler à Hahndorf, 133 km

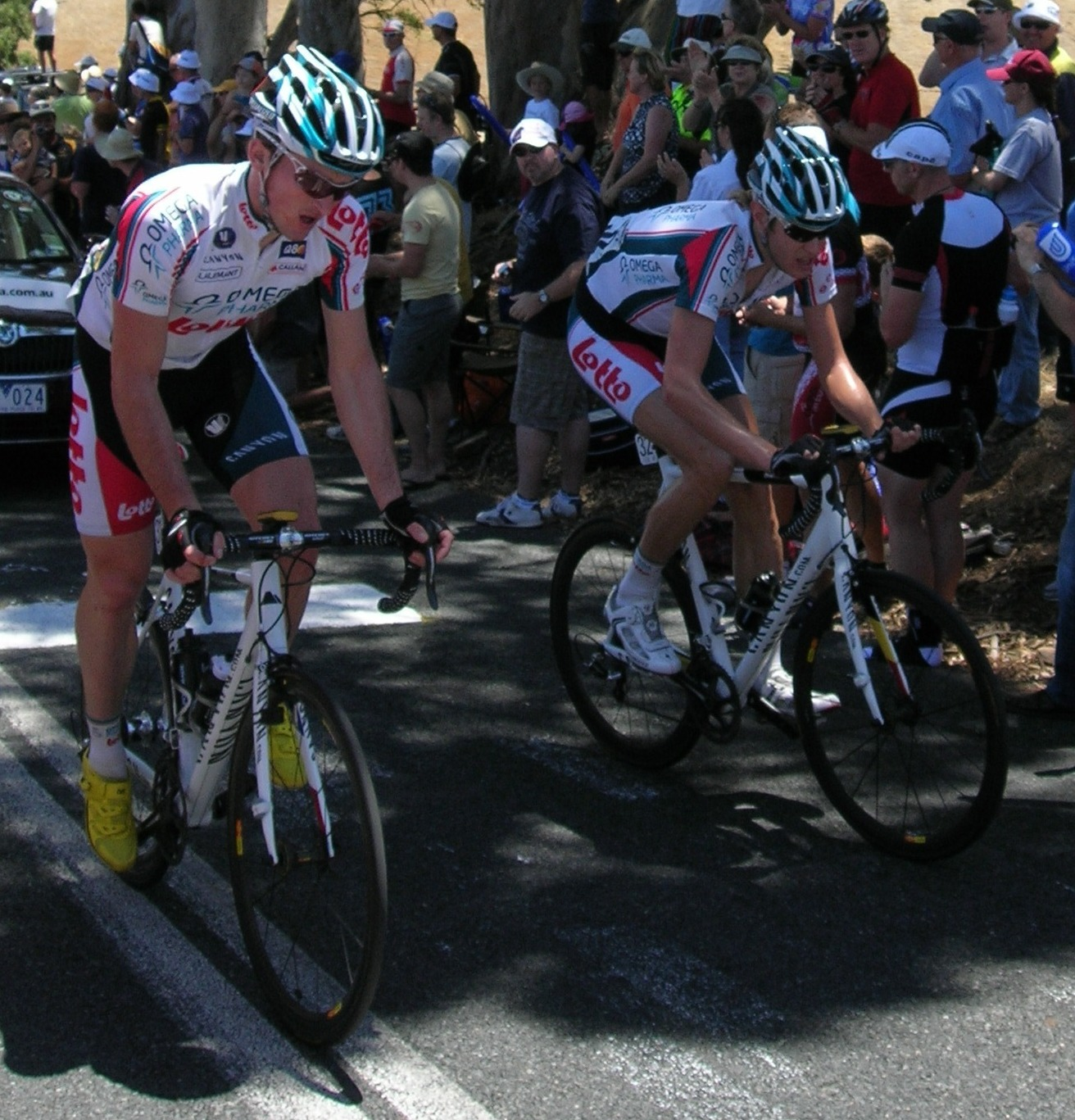
Mickaël Delage et Olivier Kaisen de l'équipe Omega Pharma-Lotto.

La deuxième étape débute, après le départ de Gawler, à Williamstown (en passant par le sprint à Lyndoch) où ils feront une boucle en passant par Springton et Mount Pleasant avant de revenir à Williamstown.

À partir de là, ils descendent vers le sud et la zone de ravitaillement qui se trouve à Kersbrook (au km 85,8).

Ils enchaînent alors sur la seule difficulté de la journée qui se trouve à Checker Hill Road entre Kersbrook et Forreston.

Dans la deuxième partie de l'étape le Tour Down Under propose un deuxième sprint à Mount Torrens à environ 25 kilomètres avant l'arrivée à Hahndorf.
David Kemp (UniSA-Australia), Mickaël Delage et Olivier Kaisen (Omega Pharma-Lotto) s'échappent dès le premier kilomètre de course, mais ne peuvent empêcher un sprint massif, malgré leurs 11 minutes d'avance au km 35. André Greipel (Team Columbia-HTC) remporte, comme la veille, cette 2e étape. Le Néo-Zélandais Gregory Henderson (Sky) est deuxième et l'Australien Robbie McEwen (Katusha) troisième.
|     | Cycliste           | Pays             | Équipe             |    | Temps           |
| --- | ------------------ | ---------------- | ------------------ | -- | --------------- |
| 1.  | André Greipel      | Allemagne        | HTC-Columbia       | en | 3 h 23 min 49 s |
| 2.  | Gregory Henderson  | Nouvelle-Zélande | Sky                | +  | 0 s             |
| 3.  | Robbie McEwen      | Australie        | Katusha            |    | m.t.            |
| 4.  | Robert Hunter      | Afrique du Sud   | Garmin-Transitions |    | m.t.            |
| 5.  | Graeme Brown       | Australie        | Rabobank           |    | m.t.            |
| 6.  | Allan Davis        | Australie        | Astana             |    | m.t.            |
| 7.  | Danilo Wyss        | Suisse           | BMC Racing Team    |    | m.t.            |
| 8.  | Luke Roberts       | Australie        | Milram             |    | m.t.            |
| 9.  | Baden Cooke        | Australie        | Team Saxo Bank     |    | m.t.            |
| 10. | José Joaquín Rojas | Espagne          | Caisse d'Épargne   |    | m.t.            |

|     | Cycliste           | Pays             | Équipe             |    | Temps           |
| --- | ------------------ | ---------------- | ------------------ | -- | --------------- |
| 1.  | André Greipel      | Allemagne        | HTC-Columbia       | en | 6 h 38 min 59 s |
| 2.  | Gregory Henderson  | Nouvelle-Zélande | Sky                | +  | 14 s            |
| 3.  | Gert Steegmans     | Belgique         | Team RadioShack    |    | m.t.            |
| 4.  | Robbie McEwen      | Australie        | Katusha            | +  | 16 s            |
| 5.  | Jürgen Roelandts   | Belgique         | Omega Pharma-Lotto |    | m.t.            |
| 6.  | Danilo Wyss        | Suisse           | BMC Racing Team    | +  | 20 s            |
| 7.  | Graeme Brown       | Australie        | Rabobank           |    | m.t.            |
| 8.  | Baden Cooke        | Australie        | Team Saxo Bank     |    | m.t.            |
| 9.  | Robert Hunter      | Afrique du Sud   | Garmin-Transitions |    | m.t.            |
| 10. | José Joaquín Rojas | Espagne          | Caisse d'Épargne   |    | m.t.            |

### 3eétape
21 janvier 2010 - Unley à Stirling, 132,5 km

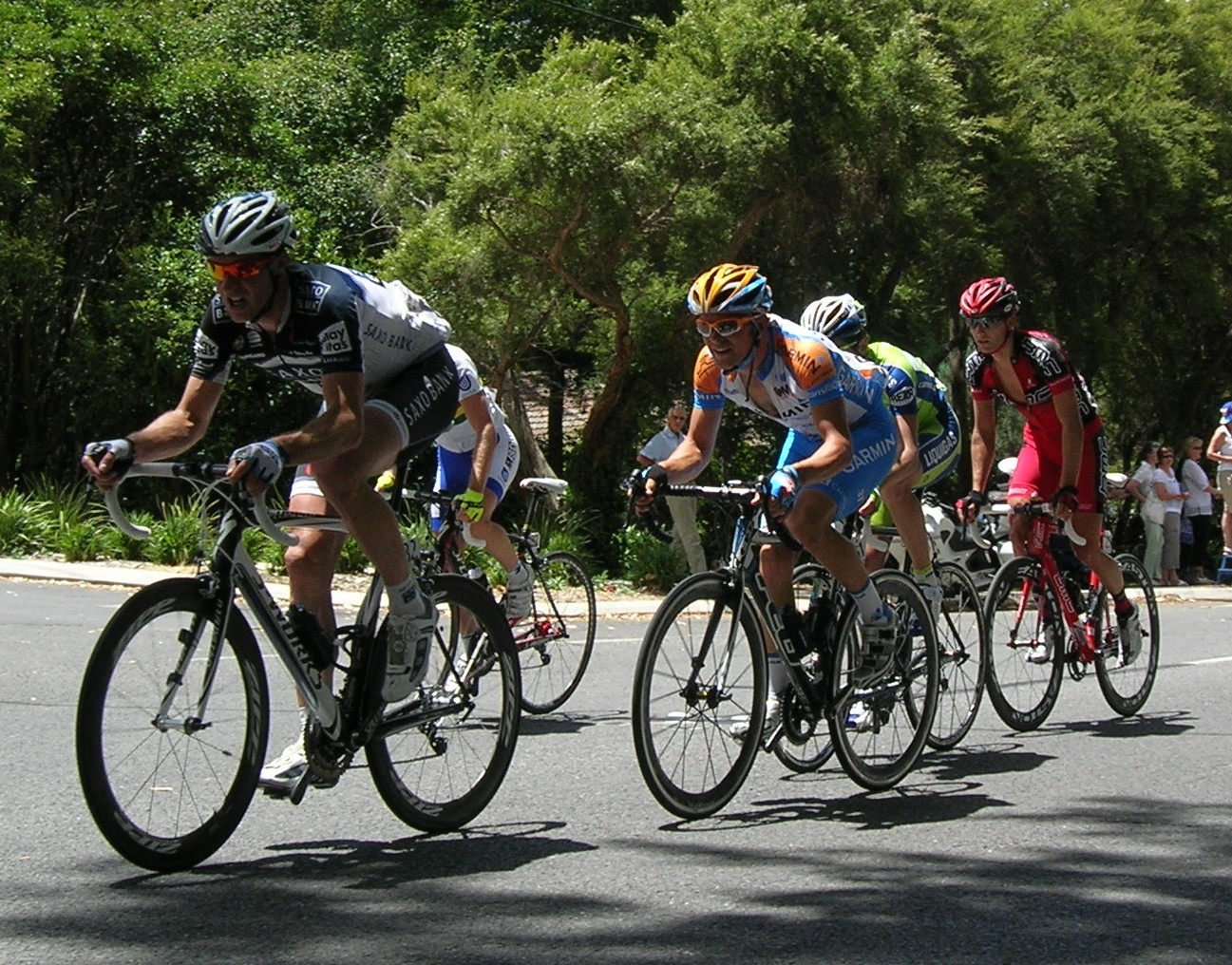
L'échappée principale de la journée : Jens Voigt, Simon Clarke, Jack Bobridge, Maciej Paterski, et Karsten Kroon, de gauche à droite.

En début de cette troisième étape de Unley à Stirling le départ réel se fait attendre (d'habitude la distance entre le départ fictif et le départ réel est assez courte sur le Tour Down Under) car il se trouve à Sturt. 

Le premier sprint se trouve à McLaren Flat et le deuxième à Echunga. Entre les deux se trouve la seule difficulté de la journée, au Wickhams Hill Road (km 40).

À Mylor (en), les coureurs arrivent sur le circuit autour de l'arrivée qu'ils effectueront deux fois (la partie entre Mylor et Stirling sera donc effectué 3 fois). Au premier passage de la ligne d'arrivée, ils pourront se ravitailler. Le final de ce circuit est en faux plat montant.
Sous une chaleur étoufante (40 °C), aucun coureur ne parvient à prendre plus de 2 minutes d'avance sur le peloton. Manuel António Cardoso (Footon-Servetto) remporte le sprint. Un succès qui n'inquiète pas André Greipel (Team Columbia-HTC), toujours leader de la course, puisque le portugais était 105e à 8 minutes 47 au départ de l'étape.
|    | Cycliste               | Pays      | Équipe                |    | Temps           |
| -- | ---------------------- | --------- | --------------------- | -- | --------------- |
| 1. | Manuel António Cardoso | Portugal  | Footon-Servetto       | en | 3 h 14 min 38 s |
|    | Alejandro Valverde     | Espagne   | Caisse d'Épargne      | +  | 1 s             |
| 2. | Cadel Evans            | Australie | BMC Racing Team       |    | m.t.            |
| 3. | Peter Sagan            | Slovaquie | Liquigas-Doimo        |    | m.t.            |
| 4. | Mauro Finetto          | Italie    | Liquigas-Doimo        |    | m.t.            |
| 5. | Michael Rogers         | Australie | HTC-Columbia          |    | m.t.            |
| 6. | Luke Roberts           | Australie | Milram                |    | m.t.            |
| 7. | Markus Fothen          | Allemagne | Milram                |    | m.t.            |
| 8. | Anthony Roux           | France    | La Française des jeux |    | m.t.            |
| 9. | Eduard Vorganov        | Russie    | Katusha               |    | m.t.            |

|    | Cycliste           | Pays             | Équipe             |    | Temps           |
| -- | ------------------ | ---------------- | ------------------ | -- | --------------- |
| 1. | André Greipel      | Allemagne        | HTC-Columbia       | en | 9 h 53 min 38 s |
| 2. | Gregory Henderson  | Nouvelle-Zélande | Sky                | +  | 14 s            |
| 3. | Gert Steegmans     | Belgique         | Team RadioShack    |    | m.t.            |
|    | Alejandro Valverde | Espagne          | Caisse d'Épargne   |    | m.t.            |
| 4. | Robbie McEwen      | Australie        | Katusha            | +  | 16 s            |
| 5. | Jürgen Roelandts   | Belgique         | Omega Pharma-Lotto |    | m.t.            |
| 6. | Cadel Evans        | Australie        | BMC Racing Team    |    | m.t.            |
| 7. | Andriy Grivko      | Ukraine          | Astana             | +  | 19 s            |
| 8. | Graeme Brown       | Australie        | Rabobank           | +  | 20 s            |
| 9. | Robert Hunter      | Afrique du Sud   | Garmin-Transitions |    | m.t.            |

### 4eétape
22 janvier 2010 - Norwood à Goolwa, 149,5 km
25 kilomètres après le départ de Norwood se trouve la seule difficulté de cette quatrième étape au Fox Creek Road à Lenswood. Suit alors une descente vers le sud jusqu'à la zone de ravitaillement, qui se trouve à Strathalbyn.

Les deux sprints intermédiaires se trouvent à Langhorne Creek et à Milang. Le final est en faux plat (montant, puis descendant lors des 500 derniers mètres).
Thomas Rohregger (Milram) attaque dès le premier kilomètre. David Kemp (UniSA-Australia), Stef Clement (Rabobank), Anthony Ravard (AG2R La Mondiale) et Jonathan Castroviejo (Euskaltel-Euskadi) le suivent pour former l'échappée du jour. Lance Armstrong et Tomas Vaitkus (Team RadioShack) sortent du peloton à 15 km de l'arrivée, lorsque le dernier échappé, Stef Clement, est repris. Les deux coureurs du Team RadioShack ont réussi à prendre jusqu'à 23" d'avance, mais le peloton est revenu à trois kilomètres de l'arrivée. On a donc droit à un sprint massif. Et, c'est André Greipel (Team Columbia-HTC) qui s'est montré le plus fort. Il devance Robbie McEwen (Katusha) et Graeme Brown (Rabobank). Un petit groupe, comprenant notamment Lance Armstrong et Alejandro Valverde (Caisse d'Épargne), a concédé finalement 17" à l'Allemand, piégé par une cassure dans le peloton. Óscar Pereiro (Astana) termine, lui, à 1 min 19 s de Greipel.
|     | Cycliste               | Pays             | Équipe                |    | Temps           |
| --- | ---------------------- | ---------------- | --------------------- | -- | --------------- |
| 1.  | André Greipel          | Allemagne        | HTC-Columbia          | en | 3 h 30 min 29 s |
| 2.  | Robbie McEwen          | Australie        | Katusha               | +  | 0 s             |
| 3.  | Graeme Brown           | Australie        | Rabobank              |    | m.t.            |
| 4.  | Gert Steegmans         | Belgique         | Team RadioShack       |    | m.t.            |
| 5.  | Manuel António Cardoso | Portugal         | Footon-Servetto       |    | m.t.            |
| 6.  | Julian Dean            | Nouvelle-Zélande | Garmin-Transitions    |    | m.t.            |
| 7.  | Jürgen Roelandts       | Belgique         | Omega Pharma-Lotto    |    | m.t.            |
| 8.  | Matthew Goss           | Australie        | HTC-Columbia          |    | m.t.            |
| 9.  | Robert Förster         | Allemagne        | Milram                |    | m.t.            |
| 10. | Yauheni Hutarovich     | Biélorussie      | La Française des jeux |    | m.t.            |

|     | Cycliste          | Pays             | Équipe             |    | Temps            |
| --- | ----------------- | ---------------- | ------------------ | -- | ---------------- |
| 1.  | André Greipel     | Allemagne        | HTC-Columbia       | en | 13 h 23 min 57 s |
| 2.  | Robbie McEwen     | Australie        | Katusha            | +  | 20 s             |
| 3.  | Gregory Henderson | Nouvelle-Zélande | Sky                | +  | 24 s             |
| 4.  | Gert Steegmans    | Belgique         | Team RadioShack    |    | m.t.             |
| 5.  | Graeme Brown      | Australie        | Rabobank           | +  | 26 s             |
| 6.  | Jürgen Roelandts  | Belgique         | Omega Pharma-Lotto |    | m.t.             |
| 7.  | Cadel Evans       | Australie        | BMC Racing Team    |    | m.t.             |
| 8.  | Andriy Grivko     | Ukraine          | Astana             | +  | 29 s             |
| 9.  | Robert Hunter     | Afrique du Sud   | Garmin-Transitions | +  | 30 s             |
| 10. | Baden Cooke       | Australie        | Team Saxo Bank     |    | m.t.             |

### 5eétape
23 janvier 2010 - Snapper Point à Willunga, 148 km
Cette cinquième étape est composée de deux circuits : un premier qui part de Snapper Point et qui va jusqu'à l'arrivée à Willunga en passant par Port Willunga, Aldinga et McLaren Vale avant de revenir à Snapper Point et un deuxième autour de Willunga.

Les coureurs effectuent le premier circuit deux fois en entier et la partie jusqu'à Willunga une troisième fois. Après le premier et deuxième tour ils passent aux sprints intermédiaires à Snapper Point. Ce circuit est légèrement vallonné, bien que ne comprenant aucun classement des grimpeurs.

Pour terminer l'étape, ils effectuent deux fois le deuxième circuit dans lequel se trouve le Willunga Hill qui donnera aux deux passages des points pour le maillot du meilleur grimpeur.
|    | Cycliste           | Pays             | Équipe             |    | Temps           |
| -- | ------------------ | ---------------- | ------------------ | -- | --------------- |
| 1. | Luis León Sánchez  | Espagne          | Caisse d'Épargne   | en | 3 h 29 min 39 s |
| 2. | Luke Roberts       | Australie        | Milram             | +  | 2 s             |
|    | Alejandro Valverde | Espagne          | Caisse d'Épargne   | +  | 4 s             |
| 3. | Cadel Evans        | Australie        | BMC Racing         |    | m.t.            |
| 4. | Peter Sagan        | Slovaquie        | Liquigas-Doimo     | +  | 6 s             |
| 5. | Markus Fothen      | Allemagne        | Milram             |    | m.t.            |
| 6. | Sébastien Rosseler | Belgique         | Team RadioShack    |    | m.t.            |
| 7. | Cameron Meyer      | Australie        | Garmin-Transitions |    | m.t.            |
| 8. | Gregory Henderson  | Nouvelle-Zélande | Sky                | +  | 9 s             |
| 9. | Fabio Sabatini     | Italie           | Liquigas-Doimo     |    | m.t.            |

|     | Cycliste          | Pays             | Équipe             |    | Temps            |
| --- | ----------------- | ---------------- | ------------------ | -- | ---------------- |
| 1.  | André Greipel     | Allemagne        | HTC-Columbia       | en | 16 h 53 min 45 s |
| 2.  | Luis León Sánchez | Espagne          | Caisse d'Épargne   | +  | 11 s             |
| 3.  | Luke Roberts      | Australie        | Milram             | +  | 17 s             |
| 4.  | Robbie McEwen     | Australie        | Katusha            | +  | 20 s             |
| 5.  | Cadel Evans       | Australie        | BMC Racing Team    | +  | 21 s             |
| 6.  | Gregory Henderson | Nouvelle-Zélande | Sky                | +  | 24 s             |
| 7.  | Eduard Vorganov   | Russie           | Katusha            | +  | 25 s             |
| 8.  | Jürgen Roelandts  | Belgique         | Omega Pharma-Lotto | +  | 26 s             |
| 9.  | Markus Fothen     | Allemagne        | Milram             | +  | 27 s             |
| 10. | Andriy Grivko     | Ukraine          | Astana             | +  | 29 s             |

### 6eétape
24 janvier 2010 - Adélaïde à Adélaïde, 90 km
Comme d'habitude, la dernière étape s'effectue sur un circuit dans le centre d'Adelaide. Ce circuit fait 4,5 km et sera parcouru 20 fois pour arriver à une distance totale de 90 kilomètres.

Aux 8e et 12e tours les coureurs sprinteront sur la ligne de départ alors qu'aux 10e et 15e tours ils peuvent gagner les derniers points pour le maillot de meilleur grimpeur sur une minuscule difficulté, Montefiore Hill.
Aucun coureur ne parvient vraiment à s'échapper. Wesley Sulzberger (La Française des jeux) sort tout de même du peloton à 4 tours de l'arrivée et prend jusque qu'à 43s d'avance sur le peloton. Mais, le sprint massif est inévitable. Christopher Sutton (Sky) s'impose, devant son coéquipier Gregory Henderson et Graeme Brown (Rabobank).

Le Néo-Zélandais Greg Henderson a d'ailleurs pris la troisième place du général à 15 s d'André Greipel. L'Espagnol Alejandro Valverde (Caisse d'Épargne) est 19e (à 32 s) et l'Américain Lance Armstrong (Team RadioShack) 25e (à 1 min 03 s). L'Australien Cadel Evans (BMC Racing Team), sixième au classement général à 21 s, était plutôt satisfait de sa performance, après notamment une longue échappée dans la 5e étape : « Je n'avais pas particulièrement d'attente car se mettre de la pression sans être vraiment préparé est malsain. J'espère donc que c'est un signe que les choses se mettent en place. ».
|     | Cycliste           | Pays             | Équipe                |    | Temps           |
| --- | ------------------ | ---------------- | --------------------- | -- | --------------- |
| 1.  | Christopher Sutton | Australie        | Sky                   | en | 1 h 53 min 29 s |
| 2.  | Gregory Henderson  | Nouvelle-Zélande | Sky                   | +  | 0 s             |
| 3.  | Graeme Brown       | Australie        | Rabobank              |    | m.t.            |
| 4.  | Robbie McEwen      | Australie        | Katusha               |    | m.t.            |
| 5.  | André Greipel      | Allemagne        | HTC-Columbia          |    | m.t.            |
| 6.  | Allan Davis        | Australie        | Astana                |    | m.t.            |
| 7.  | Matthew Goss       | Australie        | HTC-Columbia          |    | m.t.            |
| 8.  | Yauheni Hutarovich | Biélorussie      | La Française des jeux |    | m.t.            |
| 9.  | Gert Steegmans     | Belgique         | Team RadioShack       |    | m.t.            |
| 10. | José Joaquín Rojas | Espagne          | Caisse d'Épargne      |    | m.t.            |

|     | Cycliste          | Pays             | Équipe             |    | Temps            |
| --- | ----------------- | ---------------- | ------------------ | -- | ---------------- |
| 1.  | André Greipel     | Allemagne        | HTC-Columbia       | en | 18 h 47 min 05 s |
| 2.  | Luis León Sánchez | Espagne          | Caisse d'Épargne   | +  | 11 s             |
| 3.  | Gregory Henderson | Nouvelle-Zélande | Sky                | +  | 15 s             |
| 4.  | Robbie McEwen     | Australie        | Katusha            | +  | 17 s             |
| 5.  | Luke Roberts      | Australie        | Milram             |    | m.t.             |
| 6.  | Cadel Evans       | Australie        | BMC Racing Team    | +  | 21 s             |
| 7.  | Eduard Vorganov   | Russie           | Katusha            | +  | 25 s             |
| 8.  | Jürgen Roelandts  | Belgique         | Omega Pharma-Lotto | +  | 26 s             |
| 9.  | Robert Hunter     | Afrique du Sud   | Garmin-Transitions | +  | 27 s             |
| 10. | Markus Fothen     | Allemagne        | Milram             |    | m.t.             |

## Points UCI
| #  | Coureur                | Équipe | Points |
| -- | ---------------------- | ------ | ------ |
| 1  | André Greipel          | THR    | 119    |
| 2  | Luis León Sánchez      | GCE    | 86     |
| 3  | Gregory Henderson      | SKY    | 79     |
| 4  | Robbie McEwen          | KAT    | 67     |
| 5  | Luke Roberts           | MRM    | 54     |
| 6  | Cadel Evans            | BMC    | 43     |
| 7  | Eduard Vorganov        | KAT    | 30     |
| 8  | Jürgen Roelandts       | OLO    | 22     |
| 9  | Robert Hunter          | GRM    | 11     |
| 10 | Manuel António Cardoso | FOT    | 7      |
| 11 | Christopher Sutton     | SKY    | 6      |
| 12 | Gert Steegmans         | RSH    | 5      |
| 13 | Graeme Brown           | RAB    | 5      |
| 14 | Markus Fothen          | MRM    | 4      |
| 15 | Peter Sagan            | LIQ    | 2      |
| 16 | Danilo Wyss            | BMC    | 1      |
| 17 | Mauro Finetto          | LIQ    | 1      |

## Évolution des classements
| Étape            | Vainqueur              | Classement général · | Classement de la montagne · | Classement par points · | Classement du meilleur jeune · | Classement par équipes · | Coureur le · plus agressif · |
| ---------------- | ---------------------- | -------------------- | --------------------------- | ----------------------- | ------------------------------ | ------------------------ | ---------------------------- |
| 1                | André Greipel          | André Greipel        | Timothy Roe                 | Martin Kohler           | Jürgen Roelandts               | AG2R La Mondiale         | Timothy Roe                  |
| 2                | André Greipel          | André Greipel        | Timothy Roe                 | André Greipel           | Jürgen Roelandts               | AG2R La Mondiale         | David Kemp                   |
| 3                | Manuel António Cardoso | André Greipel        | Thomas Rohregger            | André Greipel           | Jürgen Roelandts               | AG2R La Mondiale         | Simon Clarke                 |
| 4                | André Greipel          | André Greipel        | Thomas Rohregger            | André Greipel           | Jürgen Roelandts               | AG2R La Mondiale         | Stef Clement                 |
| 5                | Luis León Sánchez      | André Greipel        | Thomas Rohregger            | André Greipel           | Jürgen Roelandts               | AG2R La Mondiale         | Cadel Evans                  |
| 6                | Christopher Sutton     | André Greipel        | Thomas Rohregger            | André Greipel           | Jürgen Roelandts               | AG2R La Mondiale         | Wesley Sulzberger            |
| Classement final | Classement final       | André Greipel        | Thomas Rohregger            | André Greipel           | Jürgen Roelandts               | AG2R La Mondiale         |                              |

## Liste des participants
| Astana             | Astana             | Astana             | Team Katusha          | Team Katusha          | Team Katusha          | Liquigas-Doimo     | Liquigas-Doimo         | Liquigas-Doimo     |
| ------------------ | ------------------ | ------------------ | --------------------- | --------------------- | --------------------- | ------------------ | ---------------------- | ------------------ |
| 1                  | Allan Davis        | 88e                | 71                    | Robbie McEwen         | 4e                    | 141                | Tiziano Dall'Antonia   | NP-3               |
| 2                  | Óscar Pereiro      | 72e                | 72                    | Alexandr Pliuschin    | 95e                   | 142                | Kristjan Koren         | 118e               |
| 3                  | Valeriy Dmitriyev  | 60e                | 73                    | Eduard Vorganov       | 7e                    | 143                | Jacopo Guarnieri       | 109e               |
| 4                  | Andriy Grivko      | 13e                | 74                    | Joan Horrach          | 56e                   | 144                | Maciej Paterski        | 101e               |
| 5                  | Josep Jufré        | 40e                | 75                    | Denis Galimzyanov     | 107e                  | 145                | Mauro Finetto          | 66e                |
| 6                  | Jesús Hernández    | 41e                | 76                    | Stijn Vandenbergh     | 38e                   | 146                | Peter Sagan            | 29e                |
| 7                  | Gorazd Štangelj    | 45e                | 77                    | Sergueï Klimov        | 27e                   | 147                | Fabio Sabatini         | 26e                |
| Team RadioShack    | Team RadioShack    | Team RadioShack    | Team Saxo Bank        | Team Saxo Bank        | Team Saxo Bank        | Garmin-Transitions | Garmin-Transitions     | Garmin-Transitions |
| 11                 | Lance Armstrong    | 25e                | 81                    | Stuart O'Grady        | 69e                   | 151                | Jack Bobridge          | 98e                |
| 12                 | Daryl Impey        | 31e                | 82                    | Jens Voigt            | 84e                   | 152                | Julian Dean            | 15e                |
| 13                 | Jason McCartney    | 112e               | 83                    | Kasper Klostergaard   | 108e                  | 153                | Cameron Meyer          | 32e                |
| 14                 | Yaroslav Popovych  | 49e                | 84                    | Baden Cooke           | 11e                   | 154                | Christian Meier        | 54e                |
| 15                 | Sébastien Rosseler | 42e                | 85                    | Frank Høj             | 64e                   | 155                | Trent Lowe             | 76e                |
| 16                 | Tomas Vaitkus      | 43e                | 86                    | Juan José Haedo       | 111e                  | 156                | Robert Hunter          | 9e                 |
| 17                 | Gert Steegmans     | 36e                | 87                    | Anders Lund           | 86e                   | 157                | Matthew Wilson         | 75e                |
| BMC Racing Team    | BMC Racing Team    | BMC Racing Team    | Team Milram           | Team Milram           | Team Milram           | Footon-Servetto    | Footon-Servetto        | Footon-Servetto    |
| 21                 | Cadel Evans        | 6e                 | 91                    | Robert Förster        | 116e                  | 161                | José Alberto Benítez   | 22e                |
| 22                 | George Hincapie    | 12e                | 92                    | Markus Fothen         | 10e                   | 162                | Manuel António Cardoso | 90e                |
| 23                 | Karsten Kroon      | 120e               | 93                    | Dominik Roels         | 126e                  | 163                | Aitor Pérez Arrieta    | 20e                |
| 24                 | Danilo Wyss        | 73e                | 94                    | Thomas Rohregger      | 50e                   | 164                | David Gutierrez        | 119e               |
| 25                 | Martin Kohler      | 89e                | 95                    | Wim Stroetinga        | AB-4                  | 165                | Michele Merlo          | 121e               |
| 26                 | Mauro Santambrogio | 63e                | 96                    | Luke Roberts          | 5e                    | 166                | Martin Pedersen        | 103e               |
| 27                 | Thomas Frei        | 52e                | 97                    | Björn Schröder        | 124e                  | 167                | David Vitoria          | 80e                |
| Omega Pharma-Lotto | Omega Pharma-Lotto | Omega Pharma-Lotto | La Française des jeux | La Française des jeux | La Française des jeux | Quick Step         | Quick Step             | Quick Step         |
| 31                 | Mickaël Delage     | 94e                | 101                   | Mikaël Cherel         | 93e                   | 171                | Kevin Van Impe         | 114e               |
| 32                 | Olivier Kaisen     | 105e               | 102                   | Thibaut Pinot         | 46e                   | 172                | Mauro Facci            | 123e               |
| 33                 | Jonas Ljungblad    | 85e                | 103                   | Yauheni Hutarovich    | 106e                  | 173                | Thomas Vedel Kvist     | NP-6               |
| 34                 | Matthew Lloyd      | 34e                | 104                   | Anthony Roux          | 70e                   | 174                | Nikolas Maes           | 91e                |
| 35                 | Jürgen Roelandts   | 8e                 | 105                   | Wesley Sulzberger     | 21e                   | 175                | Addy Engels            | 87e                |
| 36                 | Gerben Löwik       | 97e                | 106                   | Pierre Cazaux         | 102e                  | 176                | Jurgen Van de Walle    | 14e                |
| 37                 | Jurgen Van Goolen  | 81e                | 107                   | Arthur Vichot         | 48e                   | 177                | Andreas Stauff         | NP-1               |
| Team HTC-Columbia  | Team HTC-Columbia  | Team HTC-Columbia  | Caisse d'Épargne      | Caisse d'Épargne      | Caisse d'Épargne      | UniSA-Australia    | UniSA-Australia        | UniSA-Australia    |
| 41                 | André Greipel      | 1er                | 111                   | Alejandro Valverde    | 19e                   | 181                | Michael Matthews       | 82e                |
| 42                 | Michael Rogers     | 24e                | 112                   | Luis León Sánchez     | 2e                    | 182                | Rohan Dennis           | 67e                |
| 43                 | Bert Grabsch       | 110e               | 113                   | José Joaquín Rojas    | 23e                   | 183                | Simon Clarke           | 115e               |
| 44                 | Bernhard Eisel     | 44e                | 114                   | Iván Gutiérrez        | 37e                   | 184                | Timothy Roe            | 58e                |
| 45                 | Marcel Sieberg     | 83e                | 115                   | José Vicente García   | 122e                  | 185                | Jonathan Cantwell      | 79e                |
| 46                 | Matthew Goss       | 74e                | 116                   | Mathieu Drujon        | 99e                   | 186                | Peter McDonald         | 30e                |
| 47                 | Hayden Roulston    | 33e                | 117                   | Mathieu Perget        | 57e                   | 187                | David Kemp             | 125e               |
| Team Sky           | Team Sky           | Team Sky           | Euskaltel-Euskadi     | Euskaltel-Euskadi     | Euskaltel-Euskadi     |                    |                        |                    |
| 51                 | Christopher Sutton | 39e                | 121                   | Romain Sicard         | 51e                   |                    |                        |                    |
| 52                 | Davide Viganò      | 71e                | 122                   | Jonathan Castroviejo  | 113e                  |                    |                        |                    |
| 53                 | Ben Swift          | 100e               | 123                   | Gorka Izagirre        | 28e                   |                    |                        |                    |
| 54                 | Mathew Hayman      | 61e                | 124                   | Miguel Mínguez        | 117e                  |                    |                        |                    |
| 55                 | Russell Downing    | 96e                | 125                   | Mikel Nieve           | 47e                   |                    |                        |                    |
| 56                 | Christopher Froome | 76e                | 126                   | Daniel Sesma          | 127e                  |                    |                        |                    |
| 57                 | Gregory Henderson  | 3e                 | 127                   | Iván Velasco          | 18e                   |                    |                        |                    |
| AG2R La Mondiale   | AG2R La Mondiale   | AG2R La Mondiale   | Rabobank              | Rabobank              | Rabobank              |                    |                        |                    |
| 61                 | Martin Elmiger     | 16e                | 131                   | Graeme Brown          | 35e                   |                    |                        |                    |
| 62                 | Cyril Dessel       | 55e                | 132                   | Stef Clement          | 77e                   |                    |                        |                    |
| 63                 | Blel Kadri         | 68e                | 133                   | Rick Flens            | 104e                  |                    |                        |                    |
| 64                 | Yuriy Krivtsov     | 59e                | 134                   | Tom Leezer            | 92e                   |                    |                        |                    |
| 65                 | Rene Mandri        | 17e                | 135                   | Koos Moerenhout       | 53e                   |                    |                        |                    |
| 66                 | Anthony Ravard     | DQ-6               | 136                   | Jos van Emden         | 65e                   |                    |                        |                    |
| 67                 | Ludovic Turpin     | 62e                | 137                   | Pieter Weening        | NP-3                  |                    |                        |                    |

- Légende

AB : abandon ; NP : Non-partant ; DQ : Disqualifié